# Gránulo solar
| · Gránulos · Mancha solar · Fotosfera · Cromosfera | · Zona de convección · zona de Radiación · Tacoclina · Núcleo Solar | · Corona · Fulguración · Protuberancia · Viento Solar |

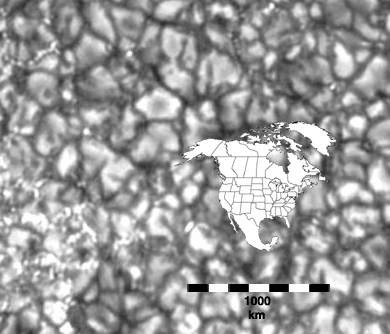
Fotosfera, con la silueta de América del Norte superpuesta a escala.

Gránulos en el contexto de la estructura del Sol

La aparición de gránulos en la fotosfera del Sol está causada por corrientes de convección de plasma (columnas térmicas, células de Bénard) dentro de la zona convectiva del Sol. El aspecto granulado de la fotosfera solar es producido por las partes superiores de estas células de convección, fenómeno denominado granulación.
La parte ascendente de los gránulos está localizada en el centro de las celdas, donde el plasma está más caliente. El borde exterior de los gránulos es más oscuro debido al descenso del plasma más fresco. (Los términos más oscuro y más fresco son estrictamente el resultado de compararlo con el plasma más brillante y más caliente). Además del aspecto visible, que sería explicado por el movimiento convectivo, mediciones Doppler del cambio de la luz de los gránulos individuales proporciona evidencias para considerar la naturaleza convectiva de los propios gránulos.
Un gránulo típico tiene un diámetro del orden de 1.500 kilómetros y dura de 8 a 20 minutos antes de disiparse. A su vez, la superficie del Sol está cubierta por aproximadamente 4 millones de gránulos. Bajo la fotosfera existe una capa de "supergránulos" de hasta 30.000 kilómetros de diámetro y con duraciones de hasta 24 horas.